# DR MOVIE
株式会社DR MOVIE（ディーアールムービー、韓: 주식회사 디알무비、英: DR MOVIE Co.,Ltd.）は、韓国のアニメ制作会社である。社団法人韓国アニメーション制作者協会会員。
日本のアニメでは、主に「D.R.MOVIE」「DRムービー」などとクレジットされている。

## 概要・沿革
チョン・ジョンギュン（鄭貞均、정정균、Jeong-Gyun Jeong）によって1990年に設立。
設立当初は無名であったが、日本のアニメ制作会社・マッドハウスの従業員がジョンギュンの熱意を買い、1991年に仕上げ作業の下請けを委託。この当時のマッドハウスの仕事は高度なスキルを要求される一方で枚数を稼げない（＝あまり賃金を稼げない）ことから業界では避けられていたが、そのような仕事を請ければなんでもできるようになると判断したジョンギュンの判断で同社の仕事を積極的に引き受けるようになった。このことから現在に至るまでDRとマッドハウスは良好な関係を保ち続け、2001年にはマッドハウスが資本出資を行い、一部を子会社化。DR側も引き続き同社の仕事を優先的に引き受けている。
現在ではマッドハウス以外の日本・アメリカなどのアニメ制作会社からも動画や仕上げなどを中心に仕事を引き受けている。社員数も設立当時は20人ほどだったが、現在は400名前後のスタッフが所属し、韓国のアニメ制作会社でも大手に位置づけられている。また自社に作画・仕上・美術・CG・撮影・編集部門を完備しており、一貫作業が出来る環境となっている。
かつては仕上・撮影業務を主とする日本法人「DR TOKYO」を有していたが、マッドハウスに事業を売却し、同社子会社である株式会社マッドボックスに改組している。
マッドハウス以外では、ワーナー・ブラザース、アデレードプロダクション、手塚プロダクション、ピーエーワークスなどの作品で制作協力（グロス請けや実質的な元請け）などを担当することが多い。

## 作品履歴

### 元請制作
| 年     | タイトル                        | 共同制作           |
| ------ | ------------------------------- | ------------------ |
| 2003年 | 守護妖精ミシェル                |                    |
| 2003年 | Detective Ffacce                |                    |
| 2006年 | テイルズウィーバー              |                    |
| 2007年 | TENVI                           |                    |
| 2007年 | Robotech: The Shadow Chronicles | Harmony Gold USA   |
| 2008年 | Metal Fighter T-Boys            |                    |
| 2011年 | Tazza                           |                    |
| 2012年 | Maple Story: XENON              |                    |
| 2013年 | Maple Story: ROOTABYSS          |                    |
| 2013年 | Maple Story: CYGNUS             |                    |
| 2014年 | Maple Story: BEAST TAMER        |                    |
| 2014年 | Mystic Fighter                  |                    |
| 2015年 | ROBOTEX                         |                    |
| 2016年 | フラワーリングハート            | ブリッジ・Busan DR |
| 2016年 | LaTale: Demigod                 |                    |
| 2017年 | エルソード：エルの巫女          |                    |
| 2022年 | 盾の勇者の成り上がり Season2    | キネマシトラス     |

### 制作協力

#### 海外アニメ
- メン・イン・ブラック アニメーション・シリーズ （制作元請：アデレードプロダクション、各話制作協力、1997年-2001年）
- Big Guy and Rusty the Boy Robot （制作元請：アデレードプロダクション、各話制作協力、1999年-2000年）
- ゴジラ ザ・シリーズ （制作元請：アデレードプロダクション、制作協力、1999年-2000年）
- The Zeta Project （制作元請：ワーナー・ブラザース アニメーション、各話制作協力、2001年-2002年）
- ジャスティス・リーグシリーズ
  - ジャスティス・リーグ （制作元請：ワーナー・ブラザース アニメーション、各話制作協力、2001年-2004年）
  - Justice League Unlimited （制作元請：ワーナー・ブラザース アニメーション、各話制作協力、2004年-2006年）
  - ジャスティス・リーグ・アクション （制作元請：ワーナー・ブラザース アニメーション、各話制作協力、2016年-）
- ザ・バットマン （制作元請：ワーナー・ブラザース アニメーション、各話制作協力、2004年-2008年）
- アバター 伝説の少年アンシリーズ
  - アバター 伝説の少年アン 水の巻 （制作元請：ニコロデオン・アニメーションスタジオ、制作協力、2005年）
  - アバター 伝説の少年アン 土の巻 （制作元請：ニコロデオン・アニメーションスタジオ、制作協力、2006年）
- Loonatics Unleashed （制作元請：ワーナー・ブラザース アニメーション、各話制作協力、2005年-2007年）
- High Guardian Spice （制作元請：エレーション・スタジオ、各話制作協力、2019年-）[3][4][5][6]
- ザ・シンプソンズ （制作元請：20th テレビジョン・アニメーション/グレイシー・フィルム、各話制作協力、2022年[7]）

#### テレビアニメ
- 幽☆遊☆白書（制作元請：スタジオぴえろ、各話制作協力、1992年-1995年）
- 赤ずきんチャチャ（制作元請：スタジオぎゃろっぷ、各話制作協力、1994年-1995年）
- セイバーマリオネットJ（制作元請：JUNIO、各話制作協力、1996年-1997年）
- アレクサンダー戦記 （制作元請：マッドハウス、制作協力、1999年）
- 爆転シュート ベイブレード （制作元請：マッドハウス、アニメーション制作協力（全話担当）、2001年）
- アクエリアンエイジ Sign for Evolution （制作元請：マッドハウス、各話制作協力、2002年）
- アベノ橋魔法☆商店街 （制作元請：マッドハウス/GAINAX、各話制作協力、2002年）
- MONSTER （制作元請：マッドハウス、各話制作協力、2004年-2005年）
- 巌窟王 （制作元請：GONZO、各話制作協力、2004年-2005年）
- 天上天下 （制作元請：マッドハウス、各話制作協力、2005年）
- いちご100% （制作元請：マッドハウス、発注元：スタジオマトリックス・DR TOKYO、各話制作協力、2005年）
- MÄR-メルヘヴン- （制作元請：SynergySP、各話制作協力、2005年-2007年）
- 闘牌伝説アカギ 〜闇に舞い降りた天才〜 （制作元請：マッドハウス、アニメーション制作協力（各話担当）、2005年-2006年）
- 夢使い （制作元請：マッドハウス、発注元：DR TOKYO、各話制作協力、2006年）
- NANA （制作元請：マッドハウス、各話制作協力、2006年-2007年）
- 銀魂 （制作元請：サンライズ、各話制作協力、2006年-2010年）
- DEATH NOTE （制作元請：マッドハウス、各話制作協力、2006年-2007年）
- TOKYO TRIBE2 （制作元請：マッドハウス、各話制作協力、2006年-2007年）
- CLAYMORE （制作元請：マッドハウス、アニメーション制作協力（全話担当）、2007年）
- 逆境無頼カイジシリーズ
  - 逆境無頼カイジ （制作元請：マッドハウス、アニメーション制作協力（各話担当）、2007年-2008年）
  - 逆境無頼カイジ 破戒録篇 （制作元請：マッドハウス、アニメーション制作協力（各話担当）、2011年）
- メイプルストーリー （制作元請：マッドハウス、各話制作協力、2007年-2008年）
- 秘密 〜The Revelation〜 （制作元請：マッドハウス、各話制作協力、2008年）
- スティッチ!シリーズ
  - スティッチ! （制作元請：マッドハウス、アニメーション制作協力（各話担当）、2008年-2009年）
  - スティッチ! 〜いたずらエイリアンの大冒険〜 （制作元請：マッドハウス、アニメーション制作協力（各話担当）、2009年-2010年）
- ONE OUTS -ワンナウツ- （制作元請：マッドハウス、各話制作協力、2008年-2009年）
- はじめの一歩 New Challenger （制作元請：マッドハウス、各話制作協力、2009年）
- 黒神 The Animation （制作元請：サンライズ、各話制作協力、2009年）
- メタルファイト ベイブレード （制作元請：タツノコプロ、各話担当制作、2009年）※実質は制作協力
- RAINBOW-二舎六房の七人- （制作元請：マッドハウス、各話制作協力、2010年）
- アイアンマン （制作元請：マッドハウス、アニメーション制作協力（全話担当）、2010年）
- HUNTER×HUNTER（日本テレビ版） （制作元請：マッドハウス、各話制作協力、2011年-2014年）
- LUPIN the Third -峰不二子という女- （制作元請：トムス・エンタテインメント、各話制作協力、2012年）
- ルパン三世 東方見聞録 〜アナザーページ〜 （制作元請：トムス・エンタテインメント、制作協力、2012年）
- 幕末義人伝 浪漫 （制作元請：トムス・エンタテインメント、アニメーション制作協力（各話担当）、2013年）
- はじめの一歩 Rising （制作元請：マッドハウス・MAPPA、各話制作協力、2013年-2014年）
- 牙狼〈GARO〉 -炎の刻印- （制作元請：MAPPA、各話制作協力、2014年）
- 神撃のバハムート GENESIS （制作元請：MAPPA、各話制作協力、2014年）
- トライブクルクル （制作元請：サンライズ/亜細亜堂、各話制作協力、2014年-2015年）
- パンチライン （制作元請：MAPPA、各話制作協力、2015年）
- ブレイブビーツ （制作元請：バンダイナムコピクチャーズ/亜細亜堂、各話制作協力、2015年-2016年）
- うしおととら （制作元請：MAPPA & VOLN、各話制作協力、2015年-2016年）
- 牙狼 -紅蓮ノ月- （制作元請：MAPPA、各話制作協力、2015年-2016年）
- ジョジョの奇妙な冒険 ダイヤモンドは砕けない  （制作元請：デイヴィッドプロダクション、各話制作協力、2016年）
- クロムクロ  （制作元請：P.A.WORKS、各話制作協力、2016年）
- 鬼平  （制作元請：スタジオM2、各話制作協力、2017年）
- マーベル フューチャー・アベンジャーズ  （制作元請：マッドハウス、制作協力（全話担当）、2017年-2018年）
- 牙狼-GARO- -VANISHING LINE-  （制作元請：MAPPA、各話制作協力、2018年）
- 宇宙よりも遠い場所  （制作元請：マッドハウス、各話制作協力、2018年）
- オーバーロードII  （制作元請：マッドハウス、各話制作協力、2018年）
- だがしかし2  （制作元請：手塚プロダクション、各話制作協力、2018年）
- かぐや様は告らせたい〜天才たちの恋愛頭脳戦〜シリーズ
  - かぐや様は告らせたい〜天才たちの恋愛頭脳戦〜 （制作元請：A-1 Pictures、各話制作協力、2019年）
  - かぐや様は告らせたい？〜天才たちの恋愛頭脳戦〜 （制作元請：A-1 Pictures、各話制作協力、2020年）
  - かぐや様は告らせたい〜ウルトラロマンチック〜 （制作元請：A-1 Pictures、各話制作協力、2022年）
- 映像研には手を出すな! （制作元請：サイエンスSARU、制作協力（各話担当）、2020年）
- とある科学の超電磁砲T （制作元請：J.C.STAFF、各話制作協力、2020年）
- 天晴爛漫! （制作元請：P.A.WORKS、各話制作協力、2020年）
- 神様になった日 （制作元請：P.A.WORKS、各話制作協力、2020年）
- 安達としまむら （制作元請：手塚プロダクション、アニメーション制作協力（各話担当）、2020年）
- ウマ娘 プリティーダービー Season 2 （制作元請：スタジオKAI、発注元：P.A.WORKS、各話制作協力、2021年）
- 吸血鬼すぐ死ぬ （制作元請：マッドハウス、各話制作協力、2021年）
- ハコヅメ～交番女子の逆襲～ （制作元請：マッドハウス、アニメーション制作協力（全話担当）、2022年）
- 東京リベンジャーズ （制作元請：ライデンフィルム、各話制作協力、2023年）

#### OVA
- SUPERNATURAL: THE ANIMATION （制作元請：マッドハウス、各話制作協力、2011年）

#### 劇場アニメ
- Ghost in the Shell/攻殻機動隊 （制作元請：Production I.G.、制作協力、1995年）
- もののけ姫 （制作元請：スタジオジブリ、制作協力、1997年）
- 劇場版ポケットモンスター ミュウツーの逆襲 （制作元請：OLM, Inc.、制作協力、1998年）
- ゴルゴ13 ~QUEEN BEE~ （制作元請：トムス・エンタテインメント、制作協力、1998年）
- 劇場版ポケットモンスター 幻のポケモン ルギア爆誕 （制作元請：OLM, Inc.、制作協力、1999年）
- 劇場版カードキャプターさくら（制作元請：マッドハウス、制作協力、1999年)
- 劇場版カードキャプターさくら封印されたカード（制作元請：マッドハウス、制作協力、1999年)
- 劇場版ポケットモンスター 結晶塔の帝王 ENTEI （制作元請：OLM, Inc.、制作協力、2000年）
- 千と千尋の神隠し （制作元請：スタジオジブリ、制作協力、2001年）
- 劇場版ポケットモンスター セレビィ 時を超えた遭遇 （制作元請：OLM, Inc.、制作協力、2001年）
- 猫の恩返し （制作元請：スタジオジブリ、制作協力、2002年）
- 茄子 アンダルシアの夏 （制作元請：マッドハウス、制作協力、2003年）
- ゲド戦記 （制作元請：スタジオジブリ、制作協力、2006年）
- 時をかける少女（制作元請：マッドハウス、制作協力、2006年）
- 君の名は。 （制作元請：コミックス・ウェーブ・フィルム、制作協力、2016年）
- この世界の片隅に（制作元請：MAPPA、制作協力、2016年）
- メアリと魔女の花（制作元請：スタジオポノック、制作協力、2017年）
- 若おかみは小学生!（制作元請：マッドハウス、制作協力、2018年）
- シン・エヴァンゲリオン劇場版（制作元請：カラー、制作協力、2021年）

#### Webアニメ
- iichiko story episode 2 「野の花は海へ」（制作元請：チップチューン、制作協力、2022年[8]）
- PLUTO（制作元請：スタジオM2、制作協力、2023年）

### 原画・動画・仕上げなど

#### テレビアニメ
- YAWARA! a fashionable judo girl! （制作元請: マッドハウス, 原画・動画・仕上, 1990年-1992年）
  - YAWARA! Special ずっと君のことが…。 （制作元請: マッドハウス, 仕上・背景, 1996年）
- おにいさまへ… （制作元請: 手塚プロダクション, 原画・動画・仕上, 1991年）
- ルパン三世 ナポレオンの辞書を奪え （制作元請: 東京ムービー新社, 動画, 1991年）
- ミラクル☆ガールズ （制作元請: ジャパンタップス/亜細亜堂, 動画・仕上, 1993年）
- ジャングルの王者ターちゃん♡ （制作元請: グループ・タック, 動画・仕上, 1994年）
- D・N・A² 〜何処かで失くしたあいつのアイツ〜 （制作元請: マッドハウス/スタジオディーン, 動画・仕上, 1994年）
- 赤ちゃんと僕 （制作元請: スタジオぴえろ, 動画・仕上・背景, 1996年）
- 烈火の炎 （制作元請: スタジオぴえろ, 背景, 1997年）
- Bビーダマン爆外伝シリーズ
  - Bビーダマン爆外伝 （制作元請: マッドハウス, 動画・仕上, 1998年-1999年）
  - Bビーダマン爆外伝V （制作元請: マッドハウス, 動画・仕上, 1999年-2000年）
- TRIGUN （制作元請: マッドハウス, 原画・動画・仕上, 1998年）
- カウボーイビバップ （制作元請: サンライズ, 仕上, 1998年）
- 南海奇皇 （制作元請: スタジオぴえろ, 動画, 1998年-1999年）
- カードキャプターさくら （制作元請: マッドハウス, 原画・動画・仕上・背景, 1998年-2000年）
- タッチ Miss Lonely Yesterday あれから君は… （制作元請: グループ・タック, 動画・仕上, 1998年）
- クレヨンしんちゃん （制作元請: シンエイ動画, 動画, 1999年）
- セイバーマリオネットJ to X （制作元請: ハルフィルムメーカー, 動画, 1999年）
- 小さな巨人 ミクロマン （制作元請: スタジオぴえろ, 動画・仕上, 1999年）
- 十兵衛ちゃん -ラブリー眼帯の秘密-シリーズ
  - 十兵衛ちゃん -ラブリー眼帯の秘密- （制作元請: マッドハウス, 動画・仕上, 1999年）
  - 十兵衛ちゃん2 -シベリア柳生の逆襲- （制作元請: マッドハウス, 動画・仕上, 2004年）
- Blue Gender （制作元請: AIC, 原画・動画・仕上・背景, 1999年-2000年）
- デ・ジ・キャラットシリーズ
  - Di Gi Charat （制作元請: マッドハウス, 動画・仕上, 1999年-2001年）
  - ぱにょぱにょデ・ジ・キャラット （制作元請: マッドハウス, 動画・仕上・背景, 2002年）
  - デ・ジ・キャラットにょ （制作元請: マッドハウス, 動画・仕上・背景, 2003年-2004年）
- レレレの天才バカボン （制作元請: スタジオぴえろ, 背景, 2000年）
- ゲートキーパーズ （制作元請: GONZO, 美術・動画・仕上、2000年）
- 陽だまりの樹 （制作元請: マッドハウス, 動画・仕上・動画チェック, 2000年）
- サクラ大戦 （制作元請: マッドハウス, 原画・動画・仕上・背景・動画検査, 2000年）
- 妖しのセレス （制作元請: スタジオぴえろ, 美術, 2000年）
- ヴァンドレッド （制作元請: GONZO, 動画, 2000年）
- はじめの一歩 THE FIGHTING! （制作元請: マッドハウス, 原画・動画・仕上・背景, 2000年-2002年）
- アルジェントソーマ （制作元請: サンライズ, 仕上, 2000年）
- 地球少女アルジュナ （制作元請: サテライト, 動画・デジタル彩色, 2001年）
- 地球防衛家族 （制作元請: グループ・タック, 原画・動画・仕上, 2001年）
- 新白雪姫伝説プリーティア （制作元請: ハルフィルムメーカー, 原画・動画・ディジタル仕上, 2001年）
- ギャラクシーエンジェル （制作元請: マッドハウス, 原画・動画・仕上・背景・デジタル撮影・デジタルペイント, 2001年-2003年[注 1]）
- 学園戦記ムリョウ （制作元請: マッドハウス, 動画・仕上・背景, 2001年）
- チャンス〜トライアングルセッション〜 （制作元請: マッドハウス, 動画, 2001年）
- 魔法少女猫たると （制作元請: TNK/マッドハウス, 動画・背景・DIGITAL.TP, 2001年）
- ナジカ電撃作戦 （制作元請: スタジオファンタジア, 原画・動画・仕上, 2001年）
- HELLSING （制作元請: GONZO/DIGIMATION, 原画・動画, 2001年）
- ヒカルの碁 （制作元請: スタジオぴえろ, 背景, 2002年）
  - ヒカルの碁スペシャル 北斗杯への道 （制作元請: ぴえろ, 背景, 2004年）
- フルメタル・パニック! （制作元請: GONZO/DIGIMATION, 原画・動画・仕上・背景, 2002年）
- ラーゼフォン （制作元請: ボンズ, 動画, 2002年）
- ちょびっツ （制作元請: マッドハウス, 動画・背景・デジタルペイント, 2002年）
- ぴたテン （制作元請: マッドハウス, 原画・動画・背景・Digital TP, 2002年）
- ドラゴンドライブ （制作元請: マッドハウス, 原画・動画・背景・Digital TP・撮影, 2002年-2003年）
- それいけ!アンパンマン （制作元請：トムス・エンタテインメント、背景→動画・仕上、2003年-不明、2016年-）
- 遊☆戯☆王シリーズ
  - 遊☆戯☆王デュエルモンスターズ （制作元請: スタジオぎゃろっぷ, 動画, 2003年）
  - 遊☆戯☆王デュエルモンスターズGX （制作元請: ぎゃろっぷ, 背景, 2004年）
  - 遊☆戯☆王ZEXAL （制作元請: ぎゃろっぷ, 原画・動画, 2011年-2012年）
- クロノクルセイド （制作元請: GONZO、原画、2003年-2004年)
- 攻殻機動隊 S.A.C. 2nd GIG （制作元請: Production I.G、動画、2004年）
- 創聖のアクエリオン （制作元請：サテライト、動画・仕上, 2005年）
- ノエイン もうひとりの君へ （制作元請：サテライト、動画・仕上, 2005年）
- ガン×ソード （制作元請：AIC A.S.T.A.、仕上、2005年）
- トランスフォーマー ギャラクシーフォース （制作元請: GONZO, 美術, 2005年）
- 交響詩篇エウレカセブン  (制作元請：ボンズ, 動画, 2005年-2006年)
- 天元突破グレンラガン （制作元請: GAINAX、仕上、2007年）
- ルパン三世 霧のエリューシヴ （制作元請: テレコム・アニメーションフィルム, 仕上, 2007年）
- 神霊狩 （制作元請: Production I.G、動画、2007年-2008年）
- 学園黙示録 HIGHSCHOOL OF THE DEAD （制作元請：マッドハウス、第二原画・動画・仕上げ、2010年）
- ヨルムンガンド （制作元請:WHITE FOX、第二原画, 2012年）
- フォトカノ （制作元請：マッドハウス、原画・動画・仕上げ、2013年）
- スペース☆ダンディ （制作元請：ボンズ/MAPPA、第二原画・動画・仕上、2014年）
- クロスアンジュ 天使と竜の輪舞 （制作元請：サンライズ、動画・仕上、2015年）
- ワンパンマン  （制作元請：マッドハウス、作画協力、2015年）
- ALL OUT!! （制作元請：マッドハウス/トムス・エンタテインメント, 原画・第二原画・動画・仕上、2016年）
- デイズ （制作元請：MAPPA、第二原画、2016年）
- ユーリ!!! on ICE （制作元請：MAPPA、美術・原画・第二原画・動画・仕上、2016年）
- 名探偵コナン （制作元請：トムス・エンタテインメント、動画・仕上、2016年-）
- ACCA13区監察課 （制作元請：マッドハウス、作画協力、2017年）
- サクラクエスト（制作元請：P.A. WORKS、原画・第二原画・動画・仕上、2017年）
- Dies irae To the ring reincarnation（制作元請：エー・シー・ジー・ティー、動画・仕上、2017年)
- グランブルーファンタジー ジ・アニメーション（制作元請：A-1 Pictures, 美術・動画・仕上、2017年）
- クロックワーク・プラネット（制作元請：XEBEC、美術、2017年）
- メガロボクス （制作元請：マッドハウス/トムス・エンタテインメント, 美術, 2018年）
- ゴブリンスレイヤー  (制作元請：WHITE FOX, 美術, 2018年）
- ノー・ガンズ・ライフ （制作元請：マッドハウス、原画・第二原画・動画・仕上、2019年-2020年)
- 乙女ゲームの破滅フラグしかない悪役令嬢に転生してしまった…（制作元請：SILVER LINK.、作画監督、2020年)

#### 劇場アニメ
- YAWARA! それゆけ腰ぬけキッズ!!（仕上げ、1992年）[9]
- 千年女優（動画・仕上げ、2002年）
- 劇場版 HUNTER×HUNTER 緋色の幻影 （制作元請：マッドハウス、原画・第2原画・動画・仕上げ、2013年）
- 劇場版 HUNTER×HUNTER -The LAST MISSION-（制作元請：マッドハウス、第2原画・動画・仕上げ、2013年）
- ジョバンニの島 （制作元請：Production I.G、動画・仕上げ、2014年）

#### ビデオゲーム
- 幻世虚構 精霊機導弾 （制作元請：マッドハウス、アニメーション映画制作、1997年）
- レイディアントシルバーガン （制作元請：Gonzo、アニメ映画：制作：アーケードモード/オープニング/エンディング映像：ストーリーモード、1998年）